# Butschatsch
Butschatsch (ukrainisch und russisch Бучач; polnisch Buczacz, hebräisch בוצ׳אץ׳, türkisch Bucaş) ist eine ukrainische Stadt mit etwas mehr als 12.500 Einwohnern. Sie liegt in der Oblast Ternopil 65 km südlich der Oblasthauptstadt Ternopil an beiden Ufern des Flusses Strypa auf der Podolischen Platte.

## Geschichte

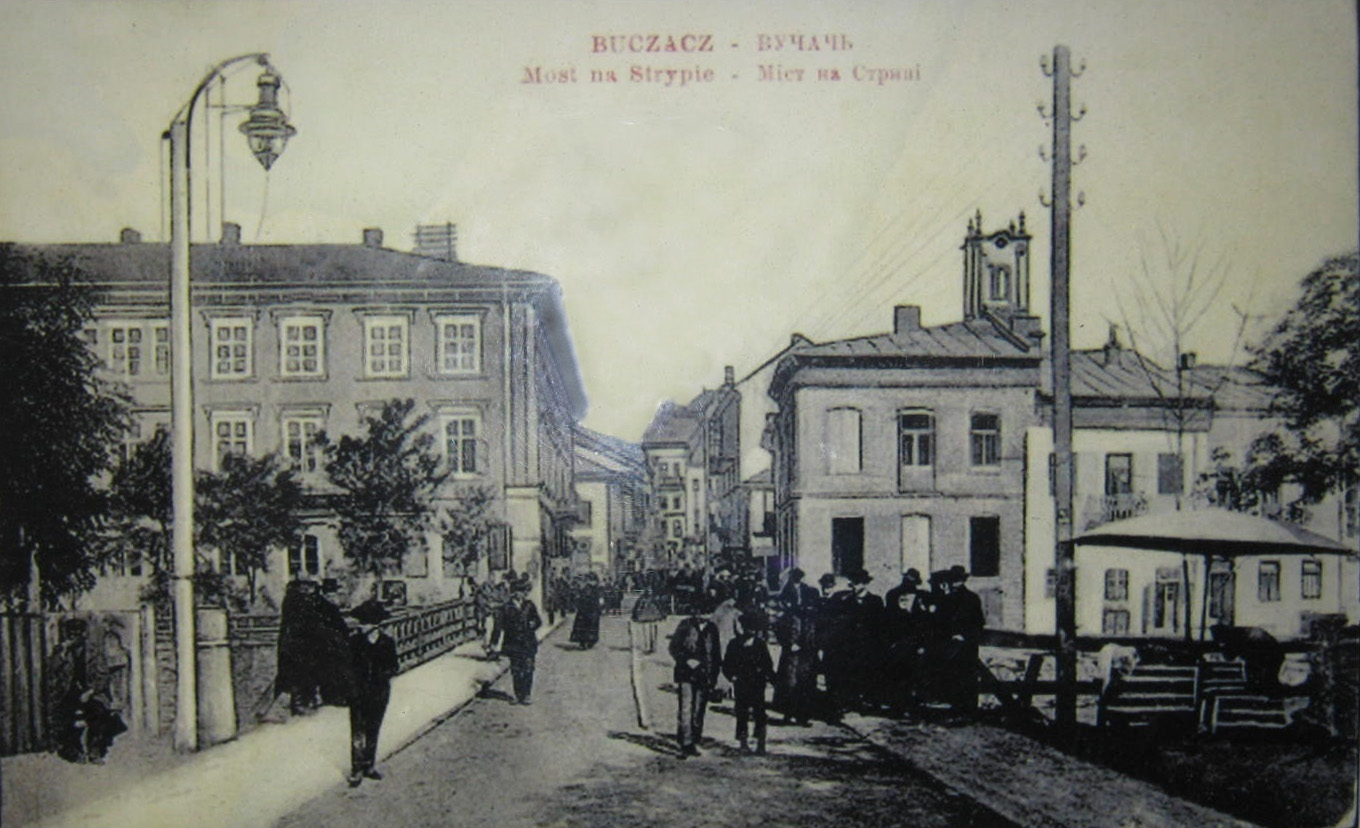
Stadt vor dem Ersten Weltkrieg

Butschatsch wurde im 13. Jahrhundert gegründet und war ab 1349 ein Teil des Fürstentums Halytsch-Wolodymyr.

Blick über den Ort

Am Ende des 14. Jahrhunderts, eine polnische Quelle nennt das Jahr 1393, erhielt die Ortschaft das Magdeburger Stadtrecht.
Spätestens seit dem Jahr 1500 siedelten sich Juden an, die Anfang des 20. Jahrhunderts mehr als die Hälfte der Bevölkerung stellten. Daneben gab es starke ukrainische, polnische und armenische Minderheiten.
Die Stadt wurde 1260 zum ersten Mal schriftlich erwähnt. Sie gehörte zunächst zum Halitscher Land in der Woiwodschaft Ruthenien im Königreich Polen. Nach der Union von Lublin befand sich die Stadt von 1569 bis 1772 in der Woiwodschaft Ruthenien, einer administrativen Einheit der Adelsrepublik Polen-Litauen, wo sie bis zur Ersten Teilung Polens verblieb.
Im 17. Jahrhundert kämpften Polen, Türken und ukrainische Kosaken um die Stadt. 1672 und 1675 wurde die Stadt vom osmanischen Heer erobert, was aber nicht von Dauer war. Die jüdische Bevölkerung schloss sich den Polen an. Von 1772 bis 1918 gehörte Butschatsch, wie das Großherzogtum Krakau und die Herzogtümer Auschwitz und Zator zum Königreich Galizien und Lodomerien innerhalb der Habsburgermonarchie. Naftali Herz Homberg gründete ein von 1788 bis 1806 bestehendes jüdisches Lehrerseminar.
Unter dem polnischen Namen Buczacz gehörte sie bis 1918 zum österreichischen Galizien und war von 1850/1854 bis 1918 Sitz der Bezirkshauptmannschaft des Bezirks Buczacz, ab 1867 zudem der Sitz eines Bezirksgerichtes.

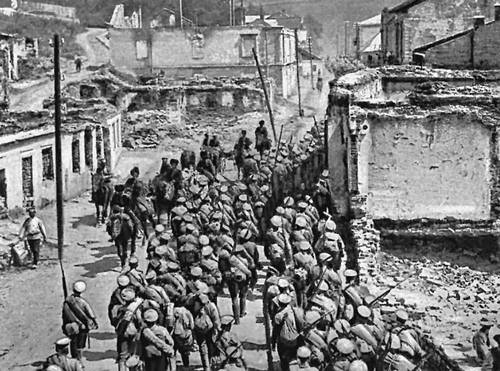
Russische Truppen im zerstörten Butschatsch, 1916

1884 bekam die Stadt durch die Eröffnung der Bahnstrecke Stanislau−Husiatyn (heute noch verkürzt als Bahnstrecke Butschatsch–Jarmolynzi erhalten) unter der Führung der Galizischen Transversalbahn einen Bahnanschluss.
Im Ersten Weltkrieg lag die Stadt im Bereich der Ostfront und wurde stark zerstört. Etwa die Hälfte der Häuser wurde bei Kämpfen zerstört oder schwer beschädigt.
Bei Kriegsende im November 1918 war die Stadt nach dem Zusammenbruch der Donaumonarchie kurzzeitig Teil der Westukrainischen Volksrepublik. Im Polnisch-Ukrainischen Krieg besetzte Polen im Juli 1919 auch die letzten Teile der Westukrainischen Volksrepublik. Am 21. November 1919 sprach der Hohe Rat der Pariser Friedenskonferenz für die Dauer von 25 Jahren Ostgalizien Polen zu.

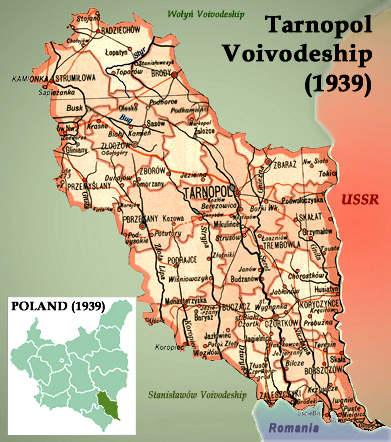
Woiwodschaft Tarnopol bis 1939, Lage der Stadt Buczacz südlich von Tarnopol

Nach der Wiedererlangung der polnischen Unabhängigkeit lag der Ort von 1921 bis September 1939 in der Woiwodschaft Tarnopol. Infolge des deutsch-sowjetischen Nichtangriffspaktes und des geheimen Zusatzprotokolls wurde Butschatsch im September 1939 von sowjetischen Truppen besetzt und lag daraufhin von 1939 bis 1991 in der Oblast Ternopol in der Ukrainischen Sozialistischen Sowjetrepublik. 
Im Juli 1941 besetzten deutsche Truppen den Ort. Zwei Dutzend Deutsche, unterstützt von 300 ukrainischen Polizisten und dem jüdischen
Ordnungsdienst, deportierten etwa 30.000 Juden in das Vernichtungslager Belzec und ermordeten bei Massenerschießungen etwa genauso viele direkt in der Stadt und Umgebung.
Als die Rote Armee im März 1944 die Stadt befreite, waren noch etwa 800 Juden am Leben, die die deutsche Besetzung in Verstecken und mit Hilfe nichtjüdischer Bewohner überstanden hatten. Etwa 700 von ihnen wurden ermordet, als die Deutschen Butschatsch kurz darauf zurückeroberten. Endgültig befreit wurde die Stadt erst im Juli 1944.
Nach dem Zerfall der Sowjetunion liegt Butschatsch seit 1991 in der Oblast Ternopil in der unabhängigen Ukraine.

## Stadtgliederung
Die Stadt wird gegliedert in die Stadtteile Harwonez, Jurydyka, Koroliwka, Muljarka, Nahirjanka (ukrainisch Нагірянка, polnisch Nagórzanka – ehemaliges Dorf seit 1934 eingemeindet) und Piwdennyj.

## Verwaltungsgliederung
Am 12. Juni 2020 wurde die Stadt zum Zentrum der neugegründeten Stadtgemeinde Butschatsch (Бучацька міська громада Butschazka miska hromada), zu dieser zählen auch noch die 36 in der untenstehenden Tabelle aufgelisteten Dörfer, bis dahin bildete sie die gleichnamige Stadtratsgemeinde Butschatsch (Бучацька міська рада/Butschazka miska rada) im Zentrum des Rajons Butschatsch.
Seit dem 17. Juli 2020 ist sie ein Teil des Rajons Tschortkiw.
Folgende Orte sind neben dem Hauptort Butschatsch Teil der Gemeinde:
| Name                     | Name             | Name                                   | Name                   | Name |
| ukrainisch transkribiert | ukrainisch       | russisch                               | polnisch               |      |
| ------------------------ | ---------------- | -------------------------------------- | ---------------------- | ---- |
| Barysch                  | Бариш            | Барыш                                  | Barysz                 |      |
| Beremjany                | Берем'яни        | Беремяны                               | Beremiany              |      |
| Biljawynzi               | Білявинці        | Белявинцы (Beljawinzy)                 | Bielawińce             |      |
| Bobulynzi                | Бобулинці        | Бобулинцы (Bobulinzy)                  | Bobulińce              |      |
| Browari                  | Броварі          | Бровары (Browary)                      | Browary                |      |
| Dobropole                | Доброполе        | Доброполе                              | Dobropole              |      |
| Duliby                   | Дуліби           | Дулибы                                 | Duliby                 |      |
| Jaslowez                 | Язловець         | Язловец                                | Jazłowiec              |      |
| Kurdybaniwka             | Курдибанівка     | Курдыбановка (Kurdybanowka)            | Kurdwanówka            |      |
| Kydaniw                  | Киданів          | Киданов (Kidanow)                      | Kujdanów               |      |
| Lischtschanzi            | Ліщанці          | Лещанцы (Leschtschanzy)                | Leszczańce             |      |
| Mateuschiwka             | Матеушівка       | Матеушовка (Mateuschowka)              | Mateuszówka            |      |
| Nowi Petlykiwzi          | Нові Петликівці  | Новые Петликовцы (Nowyje Petlikowzy)   | Petlikowce Nowe        |      |
| Nowosilka                | Новосілка        | Новосёлка (Nowosjolka)                 | Nowosiółka Jazłowiecka |      |
| Oserjany                 | Озеряни          | Озеряны                                | Jezierzany             |      |
| Ossiwzi                  | Осівці           | Осовцы (Ossowzy)                       | Osowce                 |      |
| Peredmistja              | Передмістя       | Предместье (Predmestje)                | Przedmieście           |      |
| Perewoloka               | Переволока       | Переволока                             | Przewłoka              |      |
| Pidlissja                | Підлісся         | Подлесье (Podlessje)                   | Podlesie               |      |
| Pidsamotschok            | Підзамочок       | Подзамочек (Podsamotschek)             | Podzameczek            |      |
| Pomirzi                  | Помірці          | Помирцы (Pomirzy)                      | Pomorce                |      |
| Porochowa                | Порохова         | Порохова                               | Porchowa               |      |
| Poschescha               | Пожежа           | Пожежа                                 | Pożeże                 |      |
| Puschkari                | Пушкарі          | Пушкари                                | Puszkary               |      |
| Ripynzi                  | Ріпинці          | Репинцы (Repnizy)                      | Rzepińce               |      |
| Rukomysch                | Рукомиш          | Рукомыш                                | Rukomysz               |      |
| Salischtschyky           | Заліщики         | Залещики (Saleschtschiki)              | Zaleszczyki Małe       |      |
| Sarywynzi                | Заривинці        | Зарывинцы (Sarywinzy)                  | Żurawińce              |      |
| Schnyborody              | Жнибороди        | Жнибороды (Schniborody)                | Żnibrody               |      |
| Schysnomyr               | Жизномир         | Жизномир (Schisnomir)                  | Żyźnomierz             |      |
| Selena                   | Зелена           | Зелёная (Seljonaja)                    | Zielona                |      |
| Soroky                   | Сороки           | Сороки (Soroki)                        | Soroki                 |      |
| Stari Petlykiwzi         | Старі Петликівці | Старые Петликовцы (Staryje Petlikowzy) | Petlikowce Stare       |      |
| Subrez                   | Зубрець          | Зубрец                                 | Zubrzec                |      |
| Swenyhorod               | Звенигород       | Звенигород (Swenigorod)                | Dźwinogród             |      |
| Werbjatyn                | Верб'ятин        | Вербятин (Werbjatin)                   | Wierzbiatyn            |      |

## Wissenschaft und Bildung
- Wolodymyr-Hnatjuk-Gymnasium
- Collegium des hl. Josaphat
- Liceum
- Agro-College
- Berufsbildende Schule

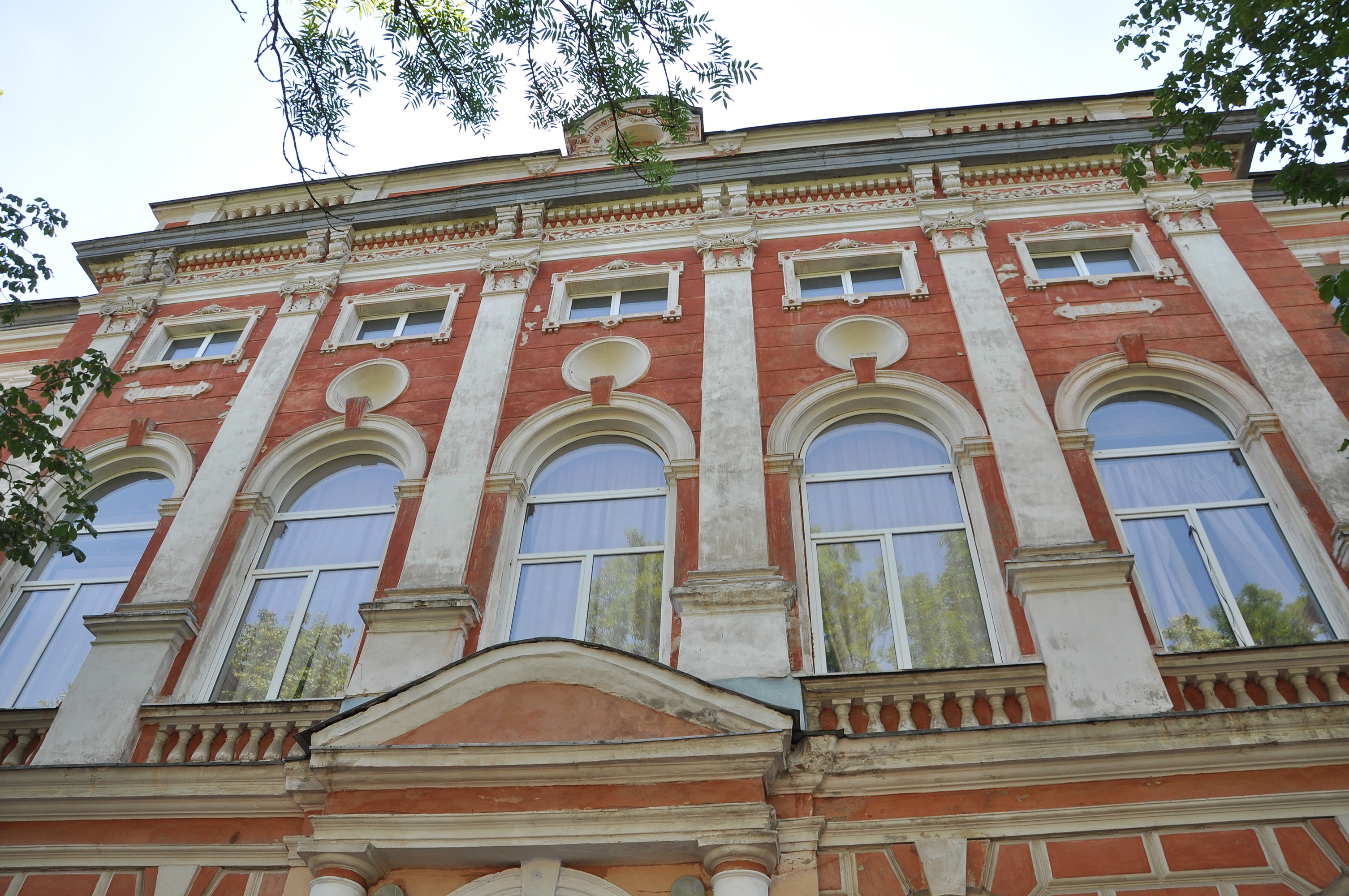
Wolodymyr-Hnatjuk-Gymnasium

- Weiterführende Schulen (Nr. 1, Nr. 2, Nr. 3)
- Kindermusikschule
- Kinderkunstschule
- Kindersportschule

## Kultur

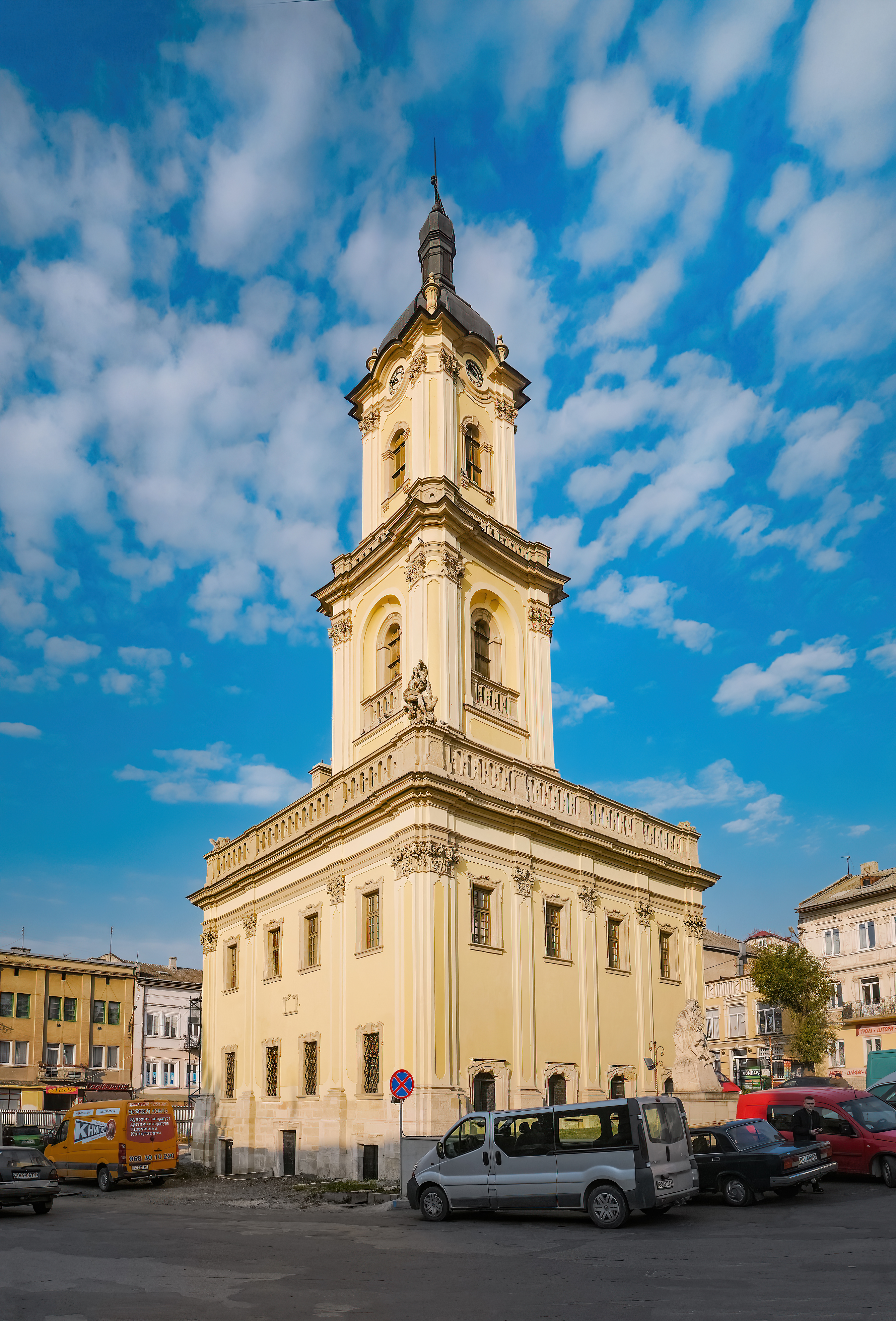
Rathaus von Butschatsch aus dem 18. Jahrhundert

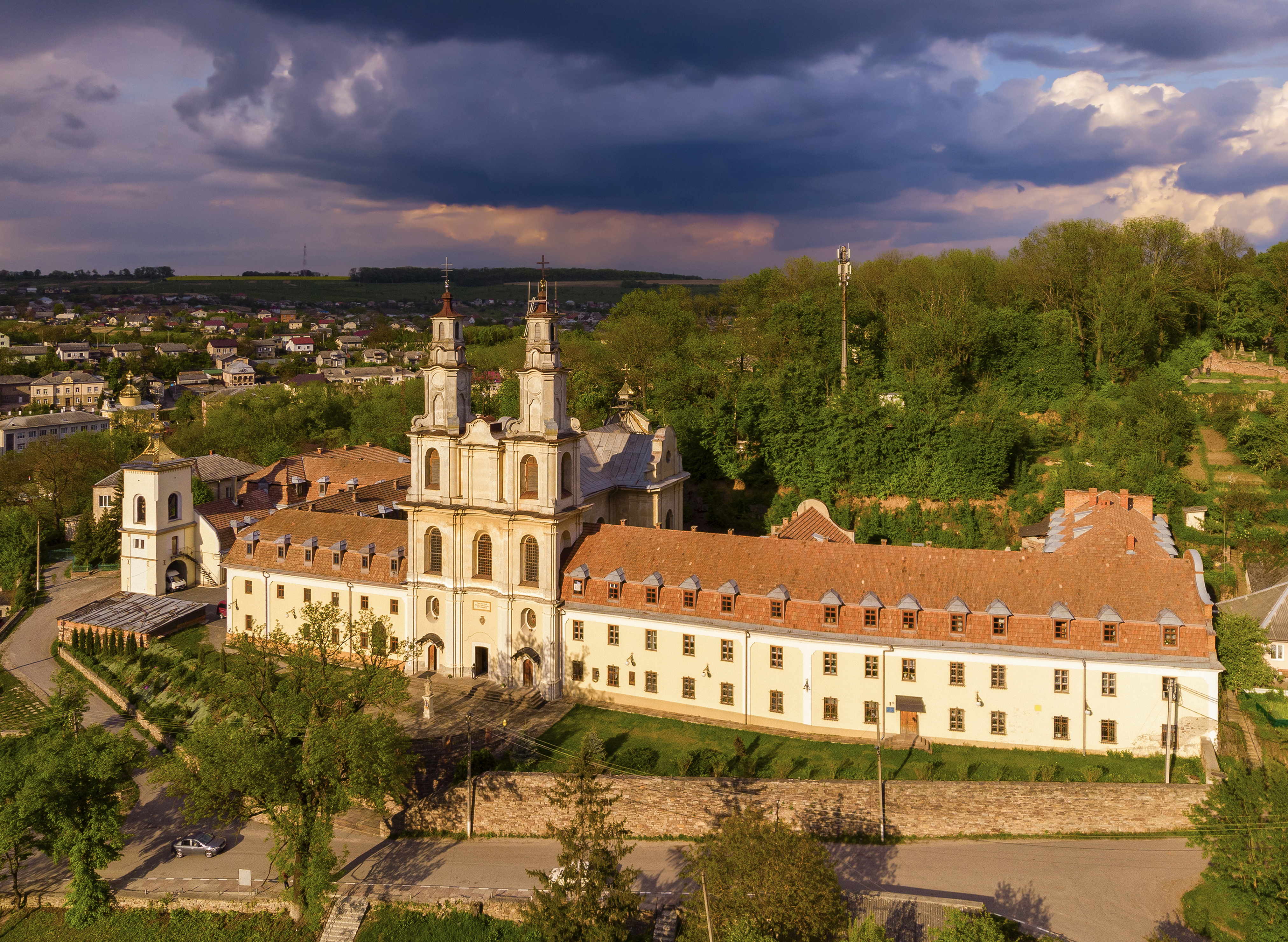
Das Kloster des Mönchsordens der Basilianer

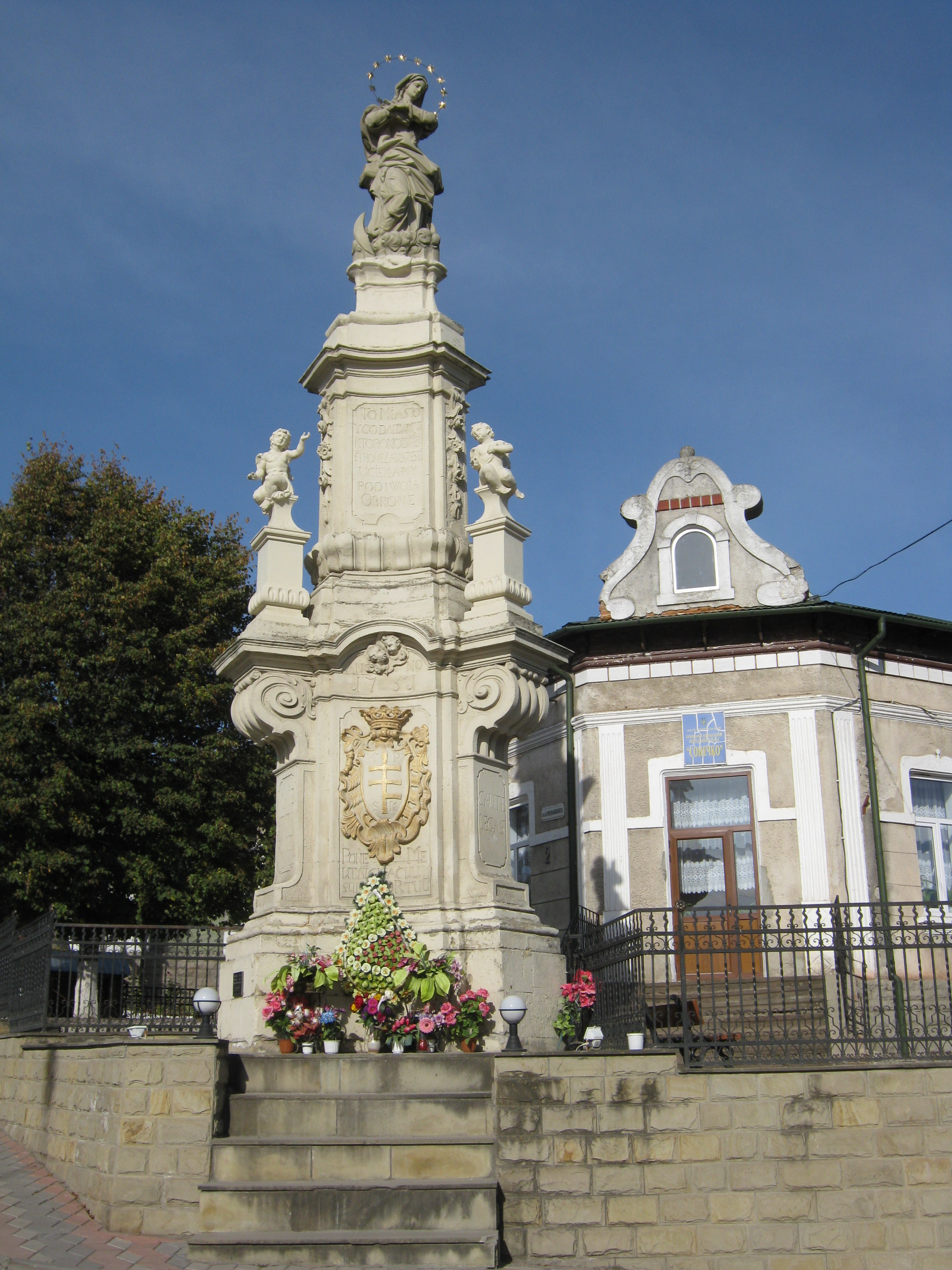
Marienstatue

### Bauwerke

#### Ehemalige
- Heilig-Kreuz-Kirche (römisch-katholisch)
- Dreifaltigkeitskirche (etwa 1610, orthodoxe Kirche, von 1652 bis 1808 römisch-katholische Verklärung-des-Herrn-Kirche)
- Mariä-Schutz-und-Fürbitte-Kirche (etwa 1700, hölzern)
- Mariä-Geburt-Kirche (hölzern)
- Die 1728 errichtete und im Zweiten Weltkrieg beschädigte Große Synagoge (Groyse Schul) wurde in der zweiten Hälfte der 1940er Jahre abgerissen. Um Platz für ein neues Einkaufszentrum zu schaffen, wurde 2001 das jüdische Studienhaus (Beit Hamidrash) niedergerissen.
- Schloss der Potocki[13]

#### Erhaltene
In Butschatsch sind trotz der Kriege des 20. Jahrhunderts einige ältere Gebäude erhalten geblieben. Dazu gehören:
- Festung Butschatsch
- St.-Nikolaus Kirche (etwa 1610), die älteste Steinkirche in Butschatsch, Orthodoxe Kirche der Ukraine (zwischen etwa 1665 und 1946 gehörte sie zur Ukrainische griechisch-katholische Kirche (UGKK))
- Ehemaliges Dreifaltigkeitskloster (etwa 1610, orthodoxes Kloster, von 1652 bis 1808 römisch-katholischen Verklärung-des-Herrn-Kirche)
- Straßenrandstatue des heiligen Johannes Nepomuk (1750)
- Straßenrandstatue des Maria (1751)
- ein Kloster des Mönchsordens der Basilianer (1751–1753), UGKK, jetzt Basilianer des hl. Josaphat
- das Rathaus (1743–1758)
- Kirche Mariä Schutz und Fürbitte (etwa 1760)
- Römisch-katholische Kirche Mariä Aufnahme in den Himmel (1763)
- Kreuzerhöhungskirche (etwa 1770–1771), Ukrainische griechisch-katholische Kirche
- ein nach dem ukrainischen Ethnografen Wolodymyr Hnatjuk benanntes Gymnasium aus k.u.k.-Zeiten (feierlich eröffnet am 10. Januar 1899[14]).
- das 1905, für den polnischen Sokół errichtete, heutige Haus der Kultur
- St.-Wolodymyr Kirche (ca. 2000), Ukrainisch-Orthodoxe Kirche – Kiewer Patriarchat
- Prokathedrale zum Verkündigung des Herrn (2007–2014, Ukrainische griechisch-katholische Kirche)

### Monumente
- Denkmal für Taras Schewtschenko (1994, restaur. 2015)
- Denkmal für Stepan Bandera (2007)
- Pinseldenkmal (2014)
- Denkmal für Samuel Agnon (2016)

### Sport
In der Stadt gibt es zwei Stadien, von denen eines verfallen ist. Die Stadt ist bekannt für ihre Fußballmannschaft Kolos, die 8 Mal in Folge zum Sieger der Oblast Ternopil wurde (1966–1973).

### Friedhöfe
- Der Stadtfriedhof
- Der Nahirjankafriedhof
- Der jüdische Friedhof

## Ehrenbürger

### Ehrenbürger (Österreich-Ungarn)

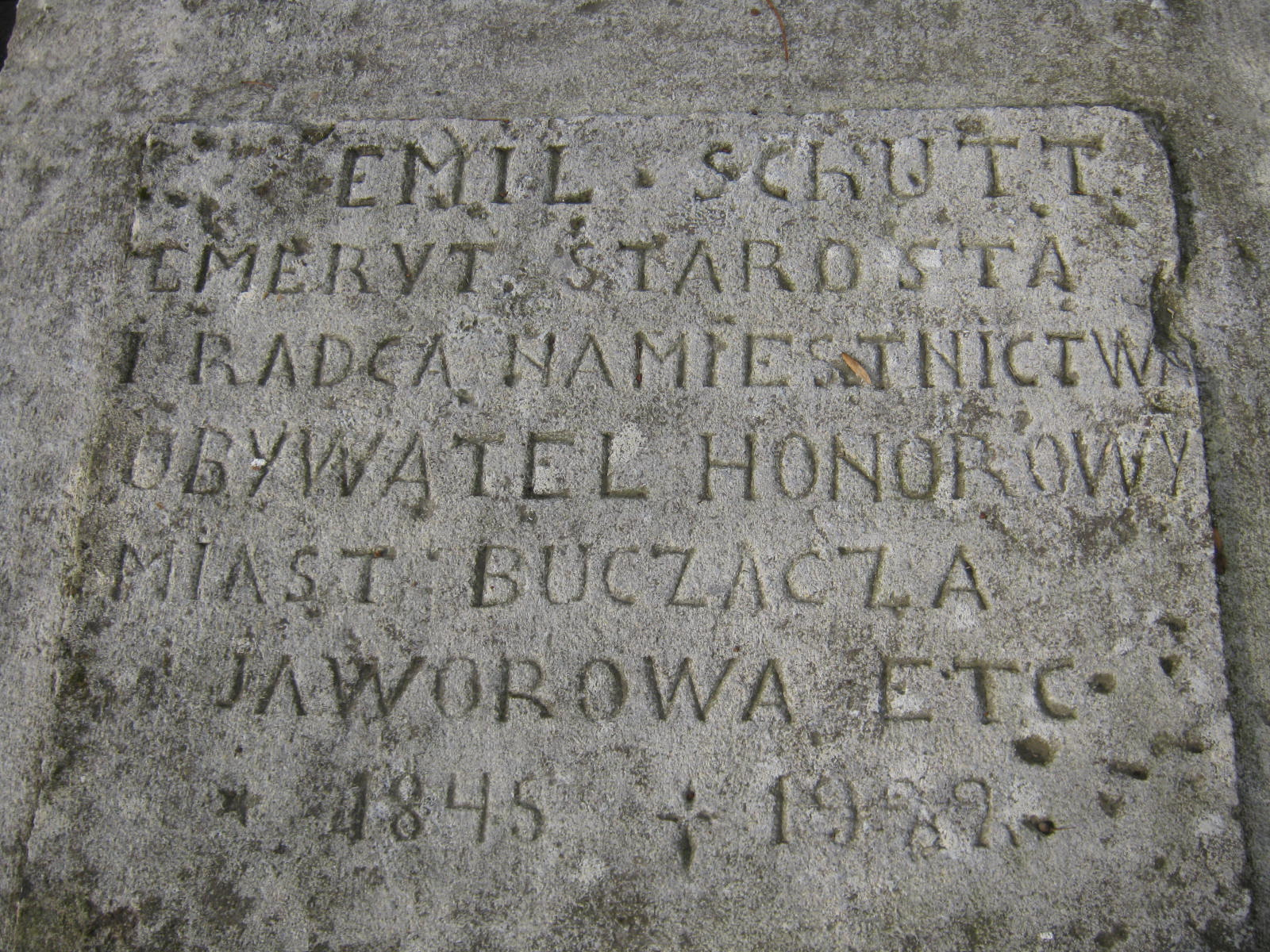
Bild des Grabsteins von Emil Schutt

- Emil Schutt (1845–1922)[15]

### Ehrenbürger (Ukraine)
- Stepan Bandera
- Mychajlo Zymbaljuk

## Söhne und Töchter der Stadt
- Samuel Agnon (1887–1970), hebräischer Schriftsteller (Literaturnobelpreisträger)
- Mykola Bews (* 1954), ukrainischer Architekt und Sozialaktivist, Vizepräsident des ukrainischen Komitees von ICOMOS.
- Ruben Feldschu (Ben Shem) (1900–1980), zionistischer Aktivist, Autor und Chronist des Warschauer Ghettos[16]
- Josef Funkenstein (1909–nach 1974), Historiker
- Adolf Inlender (1853–1920), Politiker, Journalistin, Verleger
- Max Lichtegg (1910–1992), Schweizer Opernsänger
- David Heinrich Müller (1846–1912), Orientalist, Semitist, Sprach- und Literaturwissenschafter
- Maximilian Nacht (pseud. Max Nomad) (1881–1973), anarchistischer, später sozialistischer Journalist und Schriftsteller
- Jaroslaw Padoch (1908–1998), Präsident des Weltrats des Wissenschaftlichen Schewtschenko-Gesellschaft
- Ihor Pylatjuk (* 1954), ukrainischer Geiger, Rektor der Nationalen Musikakademie Lwiw.[17]
- Emanuel Ringelblum (1900–1944), polnisch-jüdischer Historiker, Publizist und Widerstandskämpfer
- Fania Scholem, geb. Freud (1909–1999), Ehefrau von Gershom Scholem
- Daniel Selynskyj (* 1972), Erzbischof der Ukrainischen Orthodoxen Kirche in der Diaspora
- Simon Wiesenthal (1908–2005), Publizist, Schriftsteller und Leiter des jüdischen Dokumentationszentrums Wien

## Persönlichkeiten der Stadt
- Ostap Dłuski (1892–1964), Politiker
- evtl. Jakob Frank (1726–1791), jüdischer Schwärmer, Stifter der Sekte der Sohariten oder Kontra-Talmudisten
- Wolodymyr Hnatjuk (1871–1926), Ethnograph
- Stefan Aleksander Potocki, Magnat, Mäzen
- Nikolaus Basilius Potocki (1707/1708[18] –1782), polnisch-ukrainischer Adelsangehöriger (Szlachta), Magnat, Mäzen und Kaniwer Starost

## Städtepartnerschaften
Butschatsch unterhält folgende Städtepartnerschaften:
- Kazimierza Wielka (Polen)
- Złotoryja (Polen).

## Butschatsch in der Literatur
Buczacz ist der Herkunftsort der jüdischen Familien Forlani und Karubiner in Maxim Billers Roman Biografie.